# Hamra al-Asad
Hamra al-Asad es una localidad de Arabia Saudí a unas ocho millas de Medina. La Invasión de Hamra al-Asad tuvo lugar aquí por orden de Mahoma.